# Festes majors de Ferreries

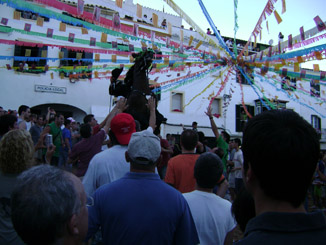
Jaleo a les festes de Sant Bartomeu

Les festes de Sant Bartomeu són les festes majors del poble menorquí de Ferreries, que se celebren el dies 23, 24 i 25 d'agost de cada any. La seva antiguitat es remunta al segle xiv, coincidint amb la creació de la parròquia a què va donar origen el primitiu nucli de població.

## Origen
L'origen d'aquestes festes és clarament religiós, encara que amb el temps ha evolucionat. L'obreria de Sant Bartomeu, organització de seglars encarregats d'atendre l'administració de l'església de Sant Bartomeu, va desenvolupar un paper decisiu en la configuració de la festa. Els seus membres, anomenats obrers o caixers, s'encarregaven de captar formatge i blat per dedicar-lo al manteniment de l'església i a l'organització de la festa.
Com que aleshores la gent vivia disseminada als voltants de l'església, aviat empraren els cavalls com a mitjà de transport per acudir als oficis celebrats en honor del sant patró. Així va ser com, amb el temps, el cavall va adquirir un paper preponderant en la celebració dels festeigs.

## Descripció
Les festes patronals de Sant Bartomeu s'inicien amb l'entrega del penó del sant patró al caixer fadrí, seguit del primer toc de fabiol a càrrec del fabioler, que indica que les festes ja han començat. Anunciant el replec dels cavalls, sonen els morters i, acompanyats de la banda de música municipal, inicien una cercavila amb capgrossos i nens que els acompanyen amb plomalls. La comitiva de la cavalcada s'obre amb el fabioler, que marca el recorregut al so del tambor i el fabiol. El segueixen els altres membres de la cavalcada per ordre de menor a major edat. Tanquen la comitiva un representant de l'Església (caixer capellà) i un altre de l'Ajuntament (caixer batlle), que són els qui presideixen les festes. La cavalcada fa el recorregut pels carrers de la població convidant tots els veïns al trull que se celebra a la plaça de l'Ajuntament. En aquesta plaça, cavalls i genets demostren les seves qualitats, mentre la joventut balla i canta al so de la banda de música.

## Indumentària dels caixers
La indumentària dels genets o caixers és la característica del segle XIX: frac negre, pantaló blanc, camisa blanca, corbatí, capell o guindola, i botes de muntar negres.